# Schlacht von Hatfield Chase
Die Schlacht von Hatfield Chase fand am 12. Oktober 633, nördlich von Doncaster in England statt. Sie wurde zwischen einem  northumbrischen Heer unter König Edwin und einer vereinigten Streitmacht des Königreichs Gwynedd unter Cadwallon ap Cadfan und Mercias unter Penda ausgetragen.
Ursache für diese Auseinandersetzung ist vermutlich eine Annexion der Inseln Anglesey und Man durch Edwin einige Jahre vorher.
Die Schlacht endete mit einer vernichtenden Niederlage für Northumbria. König Edwin und sein Sohn Osfrith fielen, seinen anderen Sohn Eadfrith ließ Penda später töten.
Northumbria fiel allerdings nicht an Cadwallon, sondern wurde wieder geteilt. Eanfrith, der Sohn des früheren Königs Æthelfrith, kehrte aus dem schottischen Exil zurück und wurde König von Bernicia, während Osric, ein Vetter Edwins König von Deira wurde.
Cadwallon führte seinen Kampf gegen Northumbria fort, der ein Jahr später in der Schlacht von Heavenfield gipfelte.

## Historische Quelle
In der Angelsächsischen Chronik wird der 14. Oktober als Tag der Schlacht angegeben:
A.D. 633 .- This year King Edwin was slain by Cadwalla and Penda, on Hatfield moor, on the fourteenth of October. He reigned seventeen years. His son Osfrid was also slain with him. After this Cadwalla and Penda went and ravaged all the land of the Northumbrians; which when Paulinus saw, he took Ethelburga, the relict of Edwin, and went by ship to Kent. Eadbald and Honorius received him very honourably, and gave him the bishopric of Rochester, where he continued to his death.